# アイリスオンライン
『アイリスオンライン』（IRIS ONLINE）は、「Legend of LUNA」のデベロッパ、韓国EYA Interactiveにより開発されガーラジャパンが日本で運営していたMMORPGPCオンラインゲーム。

## 概要
人間、精霊、獣人の3種族が登場するファンタジー世界を舞台としたグラフィックのかわいらしさを兼ね備えたMMORPG。

2012年11月27日に開発元との協議を重ねた結果、満足できるサービス提供が困難と結論に至ったことと同時にサービス終了日時が発表され、2012年12月25日をもってサービスを終了した。

## ゲームシステム
タロットカードの力をキャラクターに装着することにより、特別な能力を持つオリジナルキャラクターを育成することが出来るカスタマイズ機能、ゲーム内のモンスターが落とすモンスターカードを利用し一定の時間モンスターに変身出来る変身システム、モンスターに騎乗出来る騎乗システム、そして、PｖP（プレイヤー対プレイヤー）システム等が主な特徴となっている。

## 歴史
- 2010年3月18日 - クローズドβテスト開始
- 2010年4月28日 - プレオープンβテスト開始
- 2010年5月20日 - オープンβテスト開始

オープンβテスト時に作成されたキャラクターは正式サービス開始後もそのまま使用できる。
- 2010年5月25日 - 正式サービス開始
- 2012年12月25日 - サービス終了